# Dewar (Oklahoma)
Dewar è un comune degli Stati Uniti d'America, situato nello Stato dell'Oklahoma, nella Contea di Okmulgee.